# Misha Collins
Misha Collins (eredeti nevén Misha Dmitri Tippens Krushnic) (Boston, 1974. augusztus 20. –) amerikai filmszínész. Legismertebb az Odaát sorozatbéli szerepe, ahol a negyedik évadtól Castiel nevű angyalt játssza.

## Sorozatszerepei
Első szerepét 1998-ban kapta, a Legacy című tévésorozatban. Játszott többek között a Bűbájos boszorkákban, a 24-ben, a Vészhelyzetben, a Monkban, a CSI: New York-i helyszínelőkben.

## Filmszerepei
Először a Szabad a szerelem című filmben kapott egy kisebb szerepet 1999-ben. A filmben olyan nevezetességek játszottak, mint Adrien Brody és Ben Foster. Még abban az évben kapott egy  mellékszerepet az Észvesztő című filmben.
Első főszerepét a Karla című filmben kapta, amely a hírhedt kanadai bűnözőpáros Karla Homolka és Paul Bernardo tetteit mutatja be. 2008-ban a Csak a testeden át című filmben játszott, majd egy évvel később elvállalta Castiel szerepét az Odaát című sorozatban.

## Filmjei
- Stonehenge Apocalypse (2002)
- Karla (2006)

## Televíziós szerepei
- Odaát (2008-2020)
- Nip/Tuck (2009)
- CSI: New York-i helyszínelők (2007)
- Monk (2006)
- ER (2005–2006)
- 24 (2002)
- NCIS